# Alan Johnson (chorégraphe)
Pour les articles homonymes, voir Alan Johnson (homonymie).
Alan Johnson, né le 18 février 1937 à Ridley Park (Pennsylvanie) et mort le 7 juillet 2018 à Los Angeles (Californie), est un chorégraphe et réalisateur américain.

## Biographie
Il est surtout connu pour son travail sur les films de Mel Brooks et pour avoir remis en scène la chorégraphie originale de Jerome Robbins dans des productions en direct de West Side Story aux États-Unis et dans le monde entier. Johnson est lié à West Side Story depuis ses débuts à Broadway dans le spectacle en 1957.
Il a introduit le style de danse de West Side Story dans le grand public lorsqu'il a chorégraphié plusieurs publicités pour les vêtements Gap en 2000. Cette publicité lui a valu un American Choreography Award. Outre les publicités GAP/WestSide, Johnson a également chorégraphié des publicités pour les champagnes Dubonnet et Freixenet.

## Filmographie

### Réalisateur
- 1983 : To Be or Not to Be
- 1986 : Les Guerriers du soleil (Solarbabies)

### Chorégraphe
- 1968 : Les Producteurs (The Producers) de Mel Brooks
- 1974 : Le Shérif est en prison (Blazing Saddles) de Mel Brooks
- 1974 : Frankenstein Junior (Young Frankenstein) de Mel Brooks
- 1975 : Le Frère le plus futé de Sherlock Holmes (The Adventures of Sherlock Holmes' Smarter Brother) de Gene Wilder
- 1977 : Drôle de séducteur (The World's Greatest Lover) de Gene Wilder
- 1981 : La Folle Histoire du monde (History of the World: Part I) de Mel Brooks
- 1995 : Dracula, mort et heureux de l'être (Dracula: Dead and Loving It) de Mel Brooks